# Melchor Cárdenas Vásquez
Melchor Cárdenas Vásquez (Viraco, Arequipa; 18 de diciembre de 1941 - Callao; 18 de septiembre de 2018) fue un profesor, abogado y político peruano. Fue alcalde de la provincia de Huaral en 4 periodos.

## Biografía
Hizo sus estudios en Educación en la Universidad Nacional Federico Villarreal.
Entre 1972 y 1976 hizo sus estudios en Derecho y Ciencias Políticas en la Universidad Nacional Mayor de San Marcos en Lima. 
Inicia su presencia política postulando a la alcaldía de Huaral como candidato de Acción Popular, obteniendo el cargo para el período 1983-1985. Luego, como independiente (Lista No.3) gana las elecciones de 1989 y 1992, siendo alcalde en 2 periodos consecutivos (1990-1992 y 1993-1995). Su última gestión frente al Municipio huaralino fue en el período 1999-2002. En febrero del 2010 anuncia su postulación a la reelección como alcalde de Huaral por PADIN - Movimiento Independiente Regional participando en las elecciones regionales y municipales del Perú de 2010.
Falleció en la mañana del martes 18 de septiembre a los 77 años de edad, en el Hospital Sabogal de la Provincia Constitucional del Callao. Aproximadamente a las 6 de la mañana luego de que sufriera un pre infarto el pasado sábado y desplomándose hacia el suelo, sufrió un fuerte golpe en la frente llevándolo grave al hospital.
Sus restos mortales fueron velados en la ciudad de Huaral.